# Bobby Labonte
Pour les articles homonymes, voir Labonte.
Statistiques en NASCAR Cup Series
Dernière mise à jour : 17 décembre 2016 
Bobby Labonte est un pilote américain de NASCAR né le 8 mai 1964 à Corpus Christi, Texas.
Il court aujourd'hui en 2018 sur la NASCAR européenne (Nascar Whelen Euro Series Elite 1).

## Carrière
Champion de la seconde division Busch Series en 1991, il remporte le championnat principal de la Winston Cup en 2000 avec la Joe Gibbs Racing. Le 9 septembre 2007 au Richmond International Raceway, il prit son 500e départ en Nascar.
Bobby Labonte pilota la Ford, puis la Toyota no 47 de la JTG Daugherty Racing jusqu'en 2013. Il laissa définitivement sa place au sein de l'équipe en 2014 au profit d'A.J. Allmendinger. Son frère Terry Labonte est également pilote de Nascar.